# Peter Czerwinski (Germanist)
Peter Czerwinski (* 22. Juni 1944 in Königsberg; † 17. März 2021 in Berlin) war ein deutscher Germanist.

## Leben
Nach der Promotion zum Dr. phil. an der FU Berlin 1976 und der Habilitation an der FU Berlin 1986 war er Professor für Mediävistik in Essen. Er lehrte von 1995 bis 2009 als Professor für Germanistische Mediävistik an der Universität Stuttgart. Er war mit der Oberstudienrätin Hilde Czerwinski-Kühn verheiratet. Aus der Ehe ging zwei Söhne hervor.
Seine Forschungsgebiete waren Geschichte von Denkformen, Kulturgeschichte des Mittelalters, Theorie von Texten und Bildern vor dem Zeitalter der Kunst und Methodologie der historischen Disziplinen.
Czerwinski starb Mitte März 2021 im Alter von 76 Jahren in Berlin und wurde auf dem Berliner Friedhof Heerstraße bestattet.

## Schriften (Auswahl)
- Die Schlacht- und Turnierdarstellungen in den deutschen höfischen Romanen des 12. und 13. Jahrhunderts. Zur literarischen Verarbeitung militärischer Formen des adligen Gewaltmonopols.  Berlin 1977, OCLC 256579592. (Dissertation)[5]
- mit Winfried Hubert Frey, Walter Raitz, Dieter Seitz und Helmut Brackert: Einführung in die deutsche Literatur des 12. bis 16. Jahrhunderts. Westdeutscher Verlag, Wiesbaden 1982, ISBN 978-3-322-93589-2.
- Exempel einer Geschichte der Wahrnehmung. Der Glanz der Abstraktion. Frühe Formen von Reflexivität im Mittelalter. Campus, Frankfurt am Main 1989, ISBN 3-593-33984-6.
- Exempel einer Geschichte der Wahrnehmung. Gegenwärtigkeit. Simultane Räume und zyklische Zeiten, Formen von Regeneration und Genealogie im Mittelalter. Finck, Paderborn, 1993, ISBN 3-7705-2851-4.